# المسيحية في سابا (جزيرة)

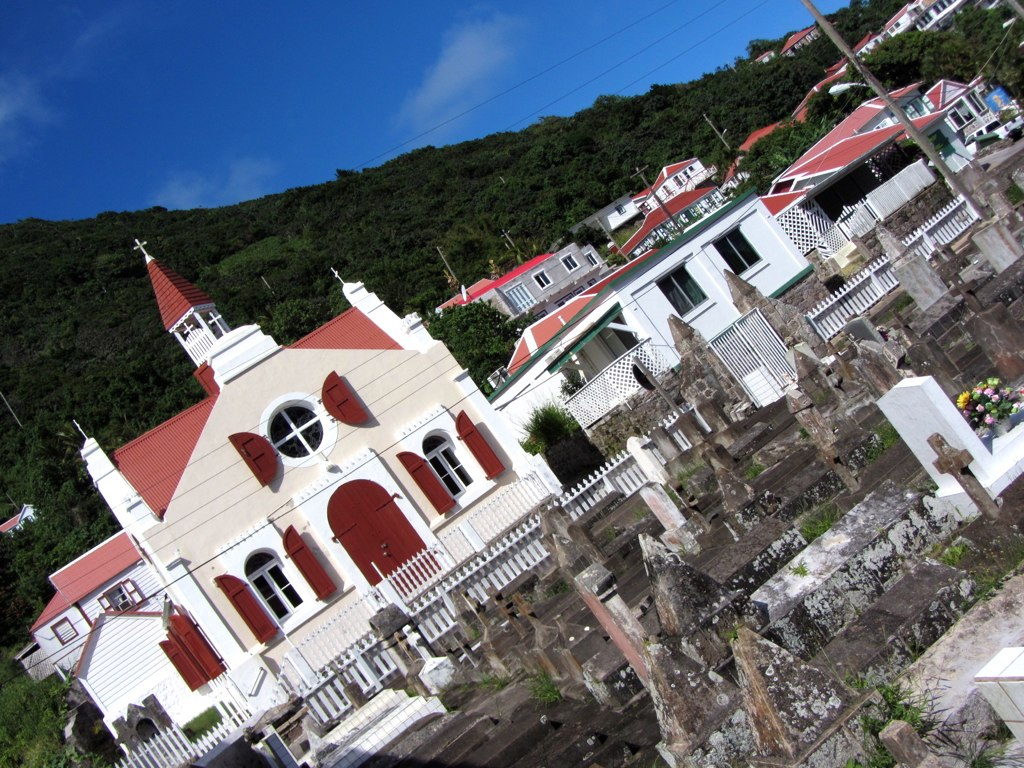
دير سانت بول في جزيرة سابا.

يعتنق أغلب سكان سابا المسيحية دينًا على المذهب الروماني الكاثوليكي. بحسب تعداد عام 2001 كان حوالي 92.3% من سكان الجزيرة من أتباع الديانة المسيحية، وشكل أتباع الكنيسة الرومانية الكاثوليكية حوالي 72% من مجمل السكان. وشكّل البروتستانت حوالي 14.4% من مجمل السكان، وتعد الكنائس الخمسينية كبرى المذاهب البروتستانتية في البلاد مع حوالي 4.9% من السكان، تليها كنيسة الأدفنتست مع حوالي 3.1% من السكان، والكنيسة الميثودية مع حوالي 2.9% من مجمل السكان، وبحسب التعداد شكل شهود يهوه حوالي 1.7% من السكان، في حين شكل أتباع الطوائف المسيحيَّة الأخرى حوالي 4.2% من السكان.
وينضوي كاثوليك البلاد إلى أبرشية ويلمستاد الكاثوليكية والتي تضم جميع البلدان التابعة لمملكة هولندا في منطقة البحر الكاريبي والتي تضم كل من أروبا وكوراساو وسينت مارتن وجزر بونير وسينت أوستاتيوس وسابا، والأبرشية هي أيضًا عضو في مؤتمر الأساقفة في جزر الأنتيل.